# Trichopeziza elegantula
Trichopeziza elegantula är en svampart som först beskrevs av Petter Adolf Karsten, och fick sitt nu gällande namn av Pier Andrea Saccardo 1889. Trichopeziza elegantula ingår i släktet Trichopeziza och familjen Hyaloscyphaceae.   Inga underarter finns listade i Catalogue of Life.